# Oblivious
「oblivious」（オブリビアス）は、2008年1月23日にSME Recordsから発売された、Kalafinaの1枚目のシングル。劇場版アニメ「空の境界」第一章から第三章までのエンディングテーマを収録している。また本作品のリミックスとして「Re/oblivious」がリリースされている。（後述）
テレビコマーシャルのナレーションは声優の高垣彩陽。小説『空の境界』の原作者奈須きのこも原作の雰囲気をよく読み取っていると評価している。

## 概要
当シングルは、Kalafinaのデビュー作である。
同グループは、全7章からなる劇場版アニメ「空の境界」の劇伴を担当した梶浦由記によって結成されたグループであり、当初は同作品の主題歌を歌唱するためだけに結成された。そのため、収録曲は、全て同作品の主題歌になっている。
CDは、通常盤・初回限定盤の2仕様でリリースされた。

## 収録曲
1. oblivious（作詞・作曲・編曲：梶浦由記）
劇場版アニメ『空の境界 第一章 俯瞰風景』エンディング主題歌。歌詞は同作品のキャラクター・巫条霧絵をイメージしている。また、obliviousは直訳すると『忘れて』『気付かないで』などの意味がある。
2. 君が光に変えて行く（作詞・作曲・編曲：梶浦由記）
劇場版アニメ『空の境界 第二章 殺人考察（前）』エンディング主題歌。歌詞は同作品のキャラクター・両儀式をイメージしている。
3. 傷跡（作詞・作曲・編曲：梶浦由記）
劇場版アニメ『空の境界 第三章 痛覚残留』エンディング主題歌。歌詞は同作品のキャラクター・浅上藤乃をイメージしている。

## 初回生産限定盤
通常版と同時に初回生産限定盤（SECL-585）が発売された。
- シングル3枚を収納できる[1]、オリジナル豪華BOX仕様
- 空の境界イラストワイドキャップステッカー、劇場版ポスター絵柄ポストカード封入

＊CD販売は終了

## 収録アルバム
| 曲目               | アルバム       | 発売日       | 備考        |
| ------------------ | -------------- | ------------ | ----------- |
| oblivious          | Seventh Heaven | 2009年3月4日 | 1stアルバム |
| 君が光に変えて行く | Seventh Heaven | 2009年3月4日 | 1stアルバム |
| 傷跡               | Seventh Heaven | 2009年3月4日 | 1stアルバム |

## Re/oblivious
「Re/oblivious」（リ・オブリビアス）は、2008年4月23日にSME Recordsから発売された、Kalafinaの1枚目のシングル「oblivious」の完全生産限定盤リミックスミニアルバム。プロデューサーの梶浦にとっては初のリミックスである。梶浦によるとコンセプトは「しりとり」。
当初、当シングルの発売は予定されていなかったが、「oblivious」が予想以上の人気を博したため、リリースが決まった。
ジャケットは豪華紙仕様。劇場版「空の境界」描き下ろしポストカードと、梶浦由記によるライナーノーツを封入している。

### 収録曲
1. oblivious 〜俯瞰風景 mix（作詞・作曲・編曲：梶浦由記）
劇場版アニメ『空の境界 第一章 俯瞰風景』エンディング主題歌「oblivious」のリミックス曲。『空の境界 第一章 俯瞰風景』のBGMを組み合わせている。
2. interlude #01（作詞・作曲・編曲：梶浦由記）
前曲「oblivious」と次曲「君が光に変えて行く」を繋ぐ曲。曲調や歌詞にメイン三曲のイメージを残している。
3. 君が光に変えて行く 〜acoustic ver.（作詞・作曲・編曲：梶浦由記）
劇場版アニメ『空の境界 第二章 殺人考察（前）』エンディング主題歌「君が光に変えて行く」のリミックス曲。アコースティックでのアレンジ。
4. interlude #02（作詞・作曲・編曲：梶浦由記）
前曲「君が光に変えて行く」と次曲「傷跡」を繋ぐ曲。曲調や歌詞にメイン三曲のイメージを残している。収録曲中最も短い曲。
5. 傷跡 〜piano² mix（作詞・作曲・編曲：梶浦由記）
劇場版アニメ『空の境界 第三章 痛覚残留』エンディング主題歌「傷跡」のリミックス曲。ピアノの連弾によるアレンジ。なお読みは「ピアノピアノミックス」。
6. finale（作詞・作曲・編曲：梶浦由記）
曲調や歌詞にメイン三曲のイメージを残している。収録曲中歌詞が最も短い曲。

## カバー
- 戌亥とこ、町田ちま、メリッサ・キンレンカ - 2020年10月28日のアルバム『Prismatic Colors』のにじさんじオフィシャルショップ予約特典CDに収録[4]。